# Hyderabad FC
Hyderabad FC (hindi हैदराबाद फुटबॉल क्लब, ang. Hyderabad Football Club) – indyjski klub piłkarski, mający siedzibę w mieście Hajdarabad w stanie Telangana, w północno-wschodniej części kraju, grający od sezonu 2019/20 w rozgrywkach Indian Super League.

## Historia
Chronologia nazw:
- 2019: Hyderabad FC

Klub piłkarski Hyderabad FC został założony w miejscowości Hajdarabad 27 sierpnia 2019 roku po tym, jak 26 sierpnia 2019 roku Hindustan Times poinformował, że FC Pune City został rozwiązany, a były dyrektor generalny Kerala Blasters FC, Varun Tripuraneni, kupił większościowy pakiet udziałów w klubie. Następnego dnia, 27 sierpnia 2019 roku, ogłoszono, że Hyderabad FC zastąpi Pune City FC w sezonie 2019/20, a Tripuraneni i biznesmen Vijay Madduri kupią prawa własności do franczyzy klubu. 25 października tego samego roku klub rozegrał swój pierwszy oficjalny mecz w Superlidze, przegrywając 0:5 z ATK na stadionie piłkarskim Salt Lake Stadium w Kolkacie. W inauguracyjnym sezonie 2019/20 zespół nie zdobył miejsca na podium, zajmując 10.pozycję w tabeli ligowej i nie awansował do fazy play-off. W następnym sezonie klub znów był poza czwórką najlepszych drużyn, które potem walczyły o tytuł mistrza. Dopiero w sezonie 2021/22 zajął drugie miejsce w rundzie zasadniczej i awansował do etapu play-off, gdzie wygrał w półfinale i finale, zdobywając mistrzostwo kraju.

## Barwy klubowe, strój, herb, hymn
|  |  |

Klub ma barwy żółto-czarne. Piłkarze domowe spotkania zazwyczaj grają w żółtych koszulkach z czarnymi rękawami, żółtych spodenkach oraz żółtych getrach.

## Sukcesy

### Trofea międzynarodowe
Do 2022 klub jeszcze nigdy nie zakwalifikował się do rozgrywek międzynarodowych.

### Trofea krajowe
| \| \| Zdobyte trofea w rozgrywkach Indii (stan na: 31-05-2022) \| |                                                          |      |          |
| Rozgrywki                                                         | Osiągnięcie                                              | Razy | Sezon(y) |
| Mistrzostwo                                                       | I miejsce                                                | 1    | 2021/22  |
| Mistrzostwo                                                       | II miejsce                                               | 0    |          |
| Mistrzostwo                                                       | III miejsce                                              | 0    |          |
| Puchar                                                            | zdobywca                                                 | 0    |          |
| Puchar                                                            | finalista                                                | 0    |          |
| II liga                                                           | I miejsce                                                | 0    |          |
| II liga                                                           | II miejsce                                               | 0    |          |
| II liga                                                           | III miejsce                                              | 0    |          |
| Indie                                                             | Zdobyte trofea w rozgrywkach Indii (stan na: 31-05-2022) |      |          |

## Struktura klubu

### Stadion
Klub piłkarski rozgrywa swoje mecze domowe na stadionie G. M. C. Balayogi Athletic Stadium w Hajdarabadzie, który może pomieścić 30.000 widzów.

## Kluby partnerskie
Hyderabad współpracuje z klubem Marbella FC (Hiszpania) – partnerstwo nawiązane w 2020 roku.

## Rywalizacja z innymi klubami

### Derby
- FC Goa
- Mumbai City FC
- Chennaiyin FC